# 大垣八幡神社
大垣八幡神社（おおがきはちまんじんじゃ）は、岐阜県大垣市にある神社（八幡神社）。本来は八幡神社が正式名だが、通称の大垣八幡神社で知られている。
大垣市の総鎮守。例年5月15日（現在は5月15日前の土・日曜日）に行なわれる大垣祭は、この大垣八幡神社の例祭である。
1648年（慶安元年）大垣藩主、戸田氏鉄が八幡神社を再建した折、城下十八郷が神輿三社を寄進し、大垣十ヶ町（本町・中町・新町・魚屋町・竹島町・俵町・船町・伝馬町・岐阜町・宮町）が十両のやまを造って曳き出した事が例大祭の起源と言われている。

## 祭神
- 応神天皇　神功皇后　比咩大神

## 沿革[2]
1334年（建武元年）、東大寺の荘園大井荘であった美濃国安八郡大井（現大垣市）に、東大寺の鎮護神である手向山八幡宮を勧請したのが始まりという。
1451年（宝徳3年）6月、遮那院条済が現在の大垣市外側町の地に遷座し、遮那院代々別当職となり大垣町及び近傍十八郷（大井荘十八郷）の総社と称した。
1546年（天文15年)には、戦国時代の斎藤道三の兵火で焼失したが、1608年（慶長13年）幣殿、拝殿、舞殿が建てられ、1648年（正保4年、慶安元年）、大垣城城主、戸田氏鉄が再建整備する。この再建を祝って始まった例祭が大垣祭の始まりという。
1945年（昭和20年）7月に、大東亜戦争（太平洋戦争）による米軍の空襲により、社殿が焼失した。消失した社殿等は氏子により、1951年（昭和26年）本殿復興。1954年（昭和29年）拝殿復興。1955年（昭和30年）に社務所復興し現在に至る。
2010年（平成22年）、神社と湧水が大垣市景観遺産に指定される。

## 境内社[2]
- 出雲社　御祭神：大国主大神（大黒大神）・美保津姫神・事代主大神（恵比寿大神）
- 大福稲荷神社　御祭神：宇迦之御魂神
- 大垣天満宮　御祭神：菅原道真公
- 大垣竜神王　御祭神：霊蛇神
- 広瀬神社・龍田神社　御祭神：広瀬神社 和加宇賀之売命（若宇加能売命）　龍田神社 志那都比古神（天御柱神）・志那都比売神（国御柱神）

## 所在地
- 岐阜県大垣市西外側町1-1

## 交通機関
- 東海道本線、養老鉄道養老線、樽見鉄道大垣駅より徒歩10分。
- 養老鉄道養老線西大垣駅より徒歩15分。

## 湧き水（自噴）
境内には、2004年(平成16年)に整備された新しい自噴水があり、大垣駅からも近く市民の憩いの場となっている。地下125mから吹き出る井戸と四阿（あずまや）は大垣南ライオンズクラブの記念事業によるものである。
大垣市ウェブサイト内の「わくわく湧き水マップ」にも紹介されている。

## 昔話
大垣八幡神社の祭神について、地元では次のような昔話が伝わる。
- 昔、大地震が大和国（現奈良県）に起きる。東大寺の僧侶が建物を見回ると、鎮護神である手向山八幡宮の御神体が消えているのに気づいた。慌てた僧侶や神官は全国各地を探し回った。
- ある日、使いの一人が美濃国安八郡室村（現、大垣市室村町）に宿泊したさい、夢の中に八幡神が現れ、「私はこの地が気に入った。この先もずっとこの地に住もう。」と告げたという。慌てた使者は近隣を探したところ、安八郡藤江村（現、大垣市藤江町元八幡宮）の林の中で御神体を発見する。
- 使者はすぐに御神体を運ぼうとしたが、全く動かなかった。そこで近くの寺院の僧侶に相談したところ、「八幡様の御意思です。この地に祀るのが良いかと思います」ということとなり、この地に祀られたという。